# Tricyphona (Tricyphona) shastensis
Tricyphona (Tricyphona) shastensis is een tweevleugelige uit de familie Pediciidae. De soort komt voor in het Nearctisch gebied.